# Otaci
Otaci (ryska: Атаки) är en ort i Moldavien.   Den ligger i distriktet Raionul Ocniţa, i den norra delen av landet vid gränsen till Ukraina. Otaci ligger 93 meter över havet och antalet invånare är 8 400.
Gränsen utgörs av floden Dnestr.
Trakten runt Otaci består till största delen av jordbruksmark.